# 鬚圓喉盤魚
鬚圓喉盤魚（學名：Apletodon barbatus）為輻鰭魚綱喉盤魚目喉盤魚科的其中一種，被IUCN列為易危保育類動物，分布於中東大西洋的維德角群島海域，棲息深度5至15公尺，本魚體細長，背鰭鰭條4-5枚，臀鰭鰭條5-6枚，胸鰭鰭條23-25枚，肛門有明顯的乳突，雄魚有明顯的白色上顎鬚，頭部和身體有許多深褐色斑點，肛門附近有雙重白色斑點，體長可達1.4公分，屬底棲性魚類，棲息在珊瑚礁，生活習性不明。